# Ruta de Illinois 98
La Ruta de Illinois 98, y abreviada IL 98 (en inglés: Illinois Route 98) es una carretera estatal estadounidense ubicada en el estado de Illinois. La carretera inicia en el sur desde la IL 29     en Pekin hacia el norte en la I 155     en Morton. La carretera tiene una longitud de 13,5 km (8.36 mi).

## Mantenimiento
Al igual que las autopistas interestatales, y las rutas federales y el resto de carreteras estatales, la Ruta de Illinois 98 es administrada y mantenida por el Departamento de Transporte de Illinois por sus siglas en inglés IDOT.